# Wendell Willkie
Wendell Lewis Willkie (18 de fevereiro de 1892 – 8 de outubro de 1944) foi um advogado americano que, apesar de desconhecido do grande público, conseguiu a nomeação do Partido Republicano para as eleições presidenciais de 1940. Apesar de um membro da ala liberal do seu partido, ele fez campanha contra várias facetas do programa New Deal que ele acreditava que eram ineficientes e anti-negócios. Willkie, um internacionalista, que precisava do apoio político dos isolacionistas da sua legenda, acabou se enrolando em alguns debates sobre qual o papel dos Estados Unidos no começo da Segunda Guerra Mundial e por isso perdeu apoio dos dois lados da discussão. Seu oponente na eleição, o presidente Franklin D. Roosevelt, venceu sem grandes dificuldades o pleito de 1940, com 55% do voto popular e 85% do colegiado eleitoral.
Após a fracassada campanha para a presidência, Willkie acabou caindo nas graças de Roosevelt que o convidou para ser um embaixador informal no exterior. Ele então partiu em uma viagem pelo mundo, pregando contra o imperialismo e o colonialismo. Quando retornou para casa, escreveu o livro One World ("Um Mundo"), um best-seller que fala sobre sua viagem e encontros com Chefes de Estado aliados, cidadãos comuns e soldados em regiões como a Rússia e o Irã. Devido a algumas de suas ideias liberais, ele perdeu apoio dentro do Partido Republicano (de linha conservadora), o que fez com que ele desistisse da corrida presidencial de 1944. Em outubro desse mesmo ano, ele faleceu de um ataque cardíaco.  Ele foi o último político de um grande partido nos Estados Unidos que foi indicado a presidência mas nunca assumiu um cargo público (nomeado ou eleito).